# Gymnastes comes
Gymnastes comes là một loài ruồi trong họ Limoniidae. Chúng phân bố ở miền Australasia.